# Carl Platou
Carl Nicolai Stoud Platou (Bergen, 25 luglio 1885 – Oslo, 1º febbraio 1956) è stato un politico norvegese.

## Biografia
Era il figlio del giurista Carl Ludvig Stoud Platou (1841-1898), e di sua moglie, Mette Marie Grüner Christiansen (1846-1927). Era un nipote di Carl Nicolai Stoud Platou, nipote di Valborg Platou e Lars Hannibal Sommerfeldt Stoud Platou, pronipote di Fredrik Christian Stoud Platou e di Ludvig Stoud Platou, e cugino di primo grado di Oscar Ludvig Stoud Platou.
Nel gennaio 1911 sposò Astri Nilssen (1887-1963). La loro figlia Ellen sposò il matematico Erik Magnus Alfsen.

## Carriera
Studiò giurisprudenza presso l'Università di Oslo. Dopo la laurea lavorò come impiegato a Elverum per due anni. Ha poi lavorato per un anno come impiegato in uno studio a Kristiania prima di essere assunto come segretario nel ministero della Giustizia e della polizia. Nel 1915 fu promosso a vicedirettore. Nel 1925 fu promosso a vice sottosegretario di Stato presso il Ministero della Giustizia.
Fu membro del consiglio comunale di Aker (1920), e fu vice sindaco (1930-1931), di Akers Elektrisitetsverk (1927-1935) e membro del consiglio di Akers Sparebank e Freia. Ha inoltre tenuto lezioni presso l'Università di Oslo ed è stato membro di numerose commissioni pubbliche e comitati.

### Seconda guerra mondiale
Nella primavera del 1940, la Germania nazista invase e occupò la Norvegia. Quando la famiglia reale e la seduta del gabinetto Nygaardsvold fuggirono dalla capitale, Platou li seguì, ma quando l'occupazione tedesca si consolidò, Platou era tornato a Oslo. Josef Terboven presto dominò la politica norvegese e già nel mese di ottobre espresse il desiderio di eliminare Platou dalla politica. Tuttavia, il ministro nazista della Giustizia, Sverre Riisnæs, si rifiutò. Vidkun Quisling supportò Riisnæs in questo caso. A seguito di una dichiarazione di lealtà, Platou fu permesso di rimanere. Tuttavia, era chiaro a tutti, che Platou, così come altri dipendenti, era lontano dal nazismo o fascismo.
Platou era in gran parte fedele durante il suo anno al ministro di giustizia. Nel mese di ottobre 1941, tuttavia, Riisnæs trovò Platou nel suo ufficio con due impiegati, ad ascoltare le trasmissioni di resistenza norvegese provenienti da Londra. Egli venne incarcerato a Møllergata 19, Grini e Bredtveit prima di essere liberato nel dicembre 1942.

## Morte
Il 1 novembre 1945 Platou ricoprì la carica di governatore della contea di Akershus e Oslo, carica che mantenne fino al 1955. Fu anche il presidente della Norwegian Folk Art and Craft Association (1946-1951) e membro del consiglio di Det Norske Luftfartselskap (1946). Nel 1955 divenne segretario dell'associazione pensionati Landslaget for statspensjonister, succedendo a Ingrid Skotte.
Morì il 1 febbraio 1956 a Oslo.